# Andrea Sironi

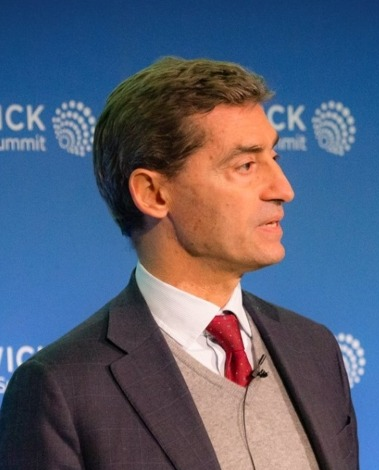
Andrea Sironi

Andrea Sironi (Milano, 13 maggio 1964) è un economista italiano, presidente di Assicurazioni Generali, dell'Università Bocconi e della Fondazione AIRC per la Ricerca sul Cancro.

## Biografia
Sironi si è laureato in Economia politica all’Università Bocconi nel 1989. Dopo la laurea si trasferisce a Londra dove lavora come analista finanziario presso The Chase Manhattan Bank, oggi JP Morgan Chase.

### Attività accademica
Nel 1990 rientra in Italia e inizia a insegnare alla Bocconi, dove è attualmente professore ordinario di Economia degli Intermediari Finanziari. Nel 1993, per un semestre, è visiting scholar presso il Department of Finance della Stern School of Business presso l'Università di New York.
Nel 2000 è visiting scholar presso la Research and Statistics Division del Federal Reserve Board of Governors a Washington; nello stesso anno diventa direttore della Divisione Ricerche Claudio Dematté della SDA Bocconi, ruolo che manterrà fino al 2006. Dal 2004 è stato prorettore della Graduate School per un anno. Sempre all’Università Bocconi ha ricoperto l’incarico di prorettore all’internazionalizzazione dal 2005 fino al novembre 2008.
Nel 2012 Sironi succede a Guido Tabellini e diventa rettore della Bocconi, incarico che ricoprirà fino al 2016. 

Nel 2017 viene nominato membro del gruppo di esperti che ha valutato il valore delle quote di capitale della Banca d'Italia.
Nel novembre 2014 viene nominato Presidente del CEMS, la Global Alliance in Management Education, per il biennio 2015-16. Nel 2018 è visiting professor presso il dipartimento di economia di Sciences Po a Parigi.
Come accademico Sironi svolge attività di ricerca su gestione dei rischi finanziari, regolamentazione e vigilanza internazionale delle istituzioni finanziarie.
Dal 1º novembre 2022 è presidente dell’Università Bocconi.

### Altri incarichi
È stato membro del consiglio di amministrazione di Intesa San Paolo (2020-2022), UniCredit (2018-2019), Cassa Depositi e Prestiti (2016-2018), Banco Popolare (2008-2013), SAES Getters (2006-2015) e di altre istituzioni finanziarie nazionali e internazionali.
Dal 2013 al 2016 è stato membro del comitato strategico del Fondo Strategico Italiano.
Il 29 ottobre 2015 viene nominato presidente della Borsa Italiana. Dal 1 ottobre 2016 entra a far parte del consiglio di amministrazione del London Stock Exchange Group, dimettendosi il 20 novembre 2020, a seguito della vendita di Borsa Italia S.p.a. da parte del London Stock Exchange Group. Dal 2016 al 2022, è stato presidente di Borsa Italiana.
Dal 2015 è membro dell’International Advisory Council della Stockholm School of Economics.
Dal 2017 al 2022 è stato membro del consiglio di amministrazione di EASL International Liver Foundation di Ginevra. È stato inoltre membro dell’advisory board di Nova School of Business and Economics di Lisbona.
Dal maggio 2021 è presidente della Fondazione AIRC per la Ricerca sul Cancro.
È membro del consiglio di amministrazione di ISPI (dal 2016) e dell’advisory board di Cometa.
Dal 2 maggio 2022, Andrea Sironi è presidente di Assicurazioni Generali.
Da aprile 2023 è membro del cda della Fondazione Agnelli.

### Vita privata
È appassionato di vela (ha compiuto due volte la traversata dell’oceano Atlantico) e di nuoto (nel 2018 ha vinto due medaglie di bronzo ai World Transplant Games).
È sposato e padre di tre figli.

## Opere

### Pubblicazioni
- (EN) Reforming the Italian Financial System: Recent Evolution and Future Prospects, in Occasional Paper, New York University Salomon Center, 1994.
- (EN) Andrea Sironi, An Analysis of European Banks Snd Issues and its Implications for the Design of a Mandatory Subordinated Debt Policy, ID 249285, Social Science Research Network, 1º marzo 2001, DOI:10.2139/ssrn.249285.
- (EN) Andrea Sironi, Strengthening banks' market discipline and leveling the playing field: Are the two compatible?, in Journal of Banking & Finance, vol. 26, n. 5, 1º maggio 2002,  pp. 1065-1091, DOI:10.1016/S0378-4266(02)00212-1.
- (EN) Andrea Sironi e Cristiano Zazzara, The Basel Committee proposals for a new capital accord: implications for Italian banks, in Review of Financial Economics, vol. 12, n. 1, 2003-01,  pp. 99-126, DOI:10.1016/S1058-3300(03)00009-0.
- (EN) Andrea Sironi, Testing for Market Discipline in the European Banking Industry: Evidence from Subordinated Debt Issues, ID 249284, Social Science Research Network, 11 gennaio 2001, DOI:10.2139/ssrn.249284.
- (EN) Andrea Sironi e Cristiano Zazzara, Applying credit risk models to deposit insurance pricing: Empirical evidence from the Italian banking system, in Journal of International Banking Regulations, vol. 6, n. 1, 1º ottobre 2004,  pp. 10-32, DOI:10.1057/palgrave.jbr.2340179.
- (EN) Edward Altman, Andrea Resti e Andrea Sironi, Default Recovery Rates in Credit Risk Modelling: A Review of the Literature and Empirical Evidence, in Economic Notes, vol. 33, n. 2, 2004-07,  pp. 183-208, DOI:10.1111/j.0391-5026.2004.00129.x.
- (EN) Giampaolo Gabbi e Andrea Sironi, Which factors affect corporate bonds pricing? Empirical evidence from eurobonds primary market spreads, in The European Journal of Finance, vol. 11, n. 1, 1º febbraio 2005,  pp. 59-74, DOI:10.1080/1351847032000143422.
- (EN) Edward Altman, Andrea Resti e Andrea Sironi, Default and Recovery Rates in Credit Risk Modelling: A Review of the Literature and Empirical Evidence, in Journal of Finance Literature, 2005.
- (EN) Edward Altman, Brooks Brady, Andrea Resti e Andrea Sironi, The Link between Default and Recovery Rates: Theory, Empirical Evidence, and Implications, in The Journal of Business, vol. 78, n. 6, 2005,  pp. 2203-2228, DOI:10.1086/497044.
- (EN) Andrea Resti e Andrea Sironi, The risk-weights in the New Basel Capital Accord: Lessons from bond spreads based on a simple structural model, in Journal of Financial Intermediation, vol. 16, n. 1, 1º gennaio 2007,  pp. 64-90, DOI:10.1016/j.jfi.2006.04.002.
- (EN) Giuliano Iannotta, Giacomo Nocera e Andrea Sironi, Ownership structure, risk and performance in the European banking industry, in Journal of Banking & Finance, vol. 31, n. 7, 1º luglio 2007,  pp. 2127-2149, DOI:10.1016/j.jbankfin.2006.07.013.
- (EN) Andrea Resti e Andrea Sironi, What's Different about Loans? An Analysis of the Risk Structure of Credit Spreads, ID 1265085, Social Science Research Network, 7 gennaio 2007, DOI:10.2139/ssrn.1265085.
- (EN) Giuliano Iannotta, Giacomo Nocera e Andrea Sironi, The impact of government ownership on bank risk, in Journal of Financial Intermediation, vol. 22, n. 2, 1º aprile 2013,  pp. 152-176, DOI:10.1016/j.jfi.2012.11.002.
- (EN) Andrea Sironi, The Evolution of Banking Regulation Since the Financial Crisis: A Critical Assessment, ID 3304672, Social Science Research Network, 1º novembre 2018, DOI:10.2139/ssrn.3304672.

### Libri
- Gestione del rischio e allocazione del capitale nelle banche, Egea, Milano, 1996
- con Michele Marsella, La misurazione e la gestione dei rischi di mercato: modelli, strumenti e politiche, Il Mulino, Bologna, 1997
- con Michele Marsella, La misurazione e la gestione del rischio di credito: modelli, strumenti e politiche, Il Mulino, Bologna, 1998
- I credit derivatives: mercato, strumenti, applicazioni, pricing e vigilanza prudenziale, Giuffré, Bologna, 1999
- I derivati per la gestione del rischio di credito, Giuffré, 1999
- con Paolo Savona, La gestione del rischio di credito: l'esperienza delle grandi banche italiane, Edibank, 2000
- con Francesco Saita, Andrea Resti, Gestione del capitale e creazione di valore nelle banche, Edibank, Roma, 2002
- con Vincenzo Capizzi, Antonio Salvi, The cost of capital and international competitiveness of italian companies, EGEA, 2003
- con Giacomo De Laurentis, Francesco Saita, Rating interni e controllo del rischio di credito. Esperienze, problemi, soluzioni, Bancaria Editrice, Roma, 2004
- con Edward Altman, Andrea Resti, Recovery Risk: the next challenge in credit risk management, Risk Books, London, 2005
- Rischio e valore nelle banche: risk management e capital allocation, EGEA, 2005
- con Andrea Resti, Risk management and shareholders' value in banking: from risk measurement models to capital allocation policies, Wiley and Sons, London, 2007, ISBN 978-04-700-2978-7
- Rischio e valore nelle banche: misura, regolamentazione, gestione, EGEA, Milano, 2021 ISBN 978-88-238-3824-6